# Crying in the Rain
"Crying in the Rain" é uma canção composta por Howard Greenfield e Carole King e originalmente gravada pela dupla The Everly Brothers.
A canção foi a única colaboração entre os compositores Greenfield e King, ambos os quais trabalhavam para Aldon Music no momento da composição da música. Por um capricho, duas parcerias de composições da Aldon decidiram alternar os parceiros por um dia - Gerry Goffin (que normalmente trabalhou com King) fez parceria com o parceiro frequente de Greenfield, Jack Keller, deixando o campo livre para King e Greenfield trabalharem juntos. Apesar do sucesso comercial de sua colaboração, King e Greenfield nunca escreveram outra canção juntos.

## Posição nas paradas musicais
| Parada (1962–1966)                 | Melhor posição |
| ---------------------------------- | -------------- |
| Bélgica (Ultratop 50 da Valônia)   | 10             |
| Países Baixos (Single Top 100)     | 9              |
| Nova Zelândia (Lever Hit Parade)   | 8              |
| Noruega (VG-lista)                 | 8              |
| Reino Unido (UK Singles Chart)     | 6              |
| Estados Unidos (Billboard Hot 100) | 6              |

## Versão de A-ha
"Crying in the Rain" é um single da banda norueguesa A-ha, sendo o primeiro do álbum East of the Sun, West of the Moon, lançado em 1990. É uma das músicas mais populares do grupo.

O single foi lançado em 7 de setembro de 1990 na Alemanha e em 1º de outubro do mesmo ano no Reino Unido. Alcançou a posição #13 na UK Singles Chart (no Reino Unido), a #1 na Noruega, #6 na Alemanha e a #26 na Billboard Adult Contemporary nos Estados Unidos. Foi a última música do A-ha a aparecer em uma parada musical norte-americana, considerando que os singles anteriores Take on Me (1985), The Sun Always Shines on T.V. (1985) e Cry Wolf (1986) alcançaram as posições #1, #20 e #50 na Billboard Hot 100 respectivamente.

### Vídeo
O videoclipe foi gravado com a técnica de câmera móveis, em Big Timber, Montana, Estados Unidos, em 1989 e lançado em 1 de outubro de 1990.
O tema do vídeo é um assalto, cometido por dois adolescentes. Durante alguns trechos do clipe é possível ver a fuga dos mesmos pelas ruas desertas de uma pequena cidade do interior dos Estados Unidos depois de terem cometido o delito. Em outro trecho do vídeo, é possível ver os meliantes enterrando algo (provavelmente o objeto roubado) em um campo rural à noite. O clipe alterna cenas entre os jovens assaltantes e a banda cantando a canção.
O clipe teve a direção de Steve Barron.

### Desempenho nas paradas musicais
| Parada musical (1990)                         | Melhor posição |
| --------------------------------------------- | -------------- |
| VG-lista                                      | 1              |
| Polish Singles Chart                          | 2              |
| Media Control Charts                          | 6              |
| Irish Singles Chart                           | 8              |
| Parada GfK Holandesa                          | 10             |
| Dutch Top 40                                  | 11             |
| Syndicat National de l'Édition Phonographique | 11             |
| UK Singles Chart                              | 13             |
| FIMI                                          | 14             |
| Austrian Singles Chart                        | 17             |
| Schweizer Hitparade                           | 21             |
| Billboard Adult Contemporary                  | 26             |
| Canadian RPM Top Singles                      | 34             |

### Certificações
| País   | Certificação | Data | Vendas estimadas |
| ------ | ------------ | ---- | ---------------- |
| France | Prata        | 1990 | 200.000          |